# Phascolarctos
Genre
Espèces de rang inférieur
- P. cinereus
- †P. maris
- †P. stirtoni

Phascolarctos  (nom composé, du grec ancien  Φάσκωλος  /  phaskolos « bourse » et  ἄρκτος / arktos « ours »), est un genre de mammifères marsupiaux diprotodontes de la famille des Phascolarctidés (les koalas au sens large). C'est le genre de la seule espèce survivante de cette famille, Phascolarctos cinereus, qu'on appelle couramment le Koala.

## Liste des espèces
- Phascolarctos cinereus (Goldfuss, 1817) - Le Koala ou Koala cendré
- Phascolarctos maris †
- Phascolarctos stirtoni † - Koala géant